# Bastian Pastewka

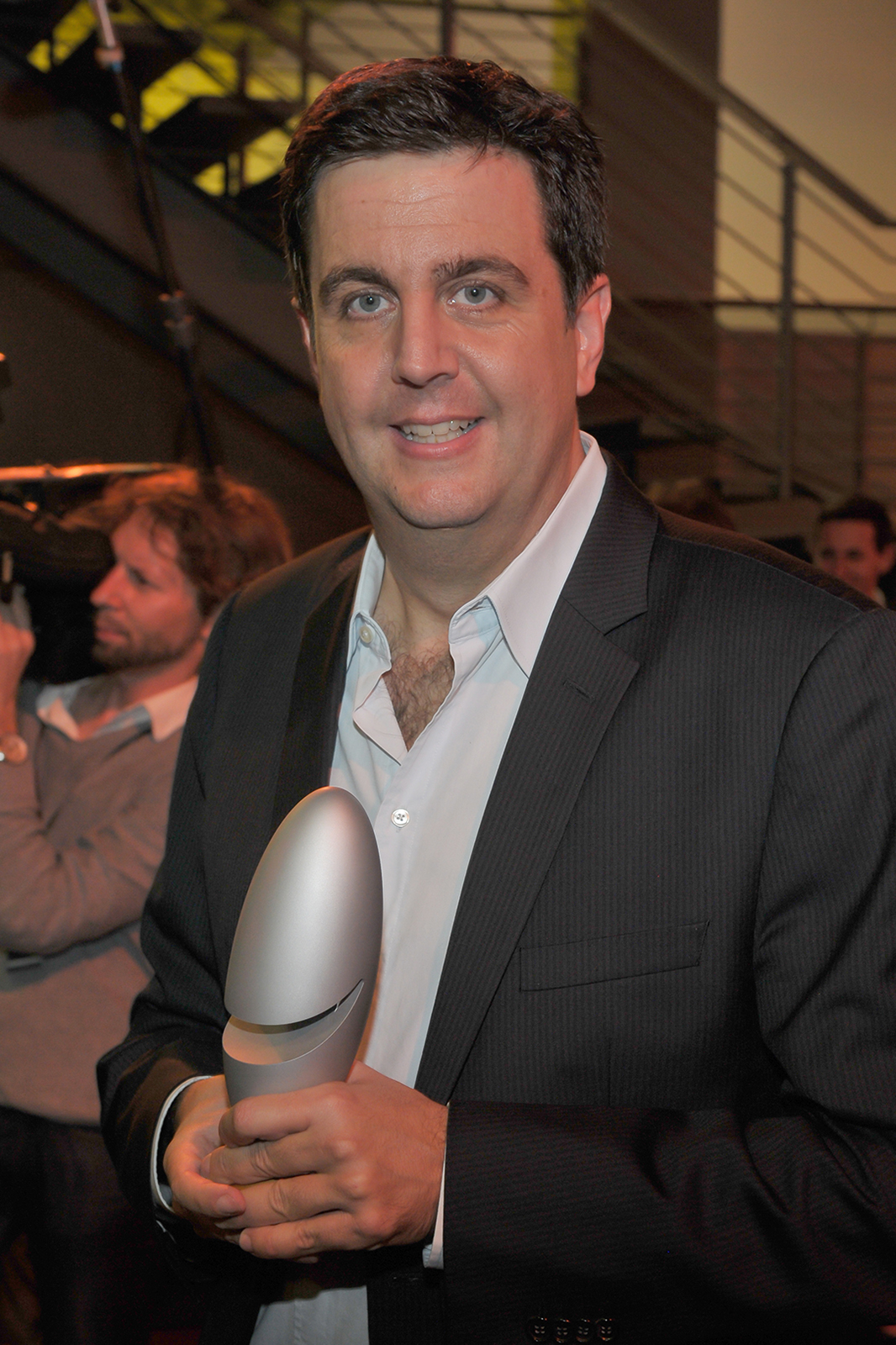
Bastian Pastewka beim Deutschen Comedypreis 2013

Bastian Pastewka (* 4. April 1972 in Bochum) ist ein deutscher Schauspieler, Hörspielsprecher, Komiker, Drehbuchautor, Synchronsprecher und Hörbuchinterpret. Einem breiten Publikum wurde er Ende der 1990er Jahre durch die Sketchsendung Die Wochenshow sowie im neuen Jahrtausend durch die Sitcom Pastewka bekannt.
Eine repräsentative Umfrage des Forsa-Instituts ermittelte ihn 1999 als beliebtesten Komiker Deutschlands. Pastewka wurde vielfach ausgezeichnet, so mehrmals mit dem Deutschen Comedypreis, mit der Goldenen Kamera und dem Adolf-Grimme-Preis (2008).

## Leben

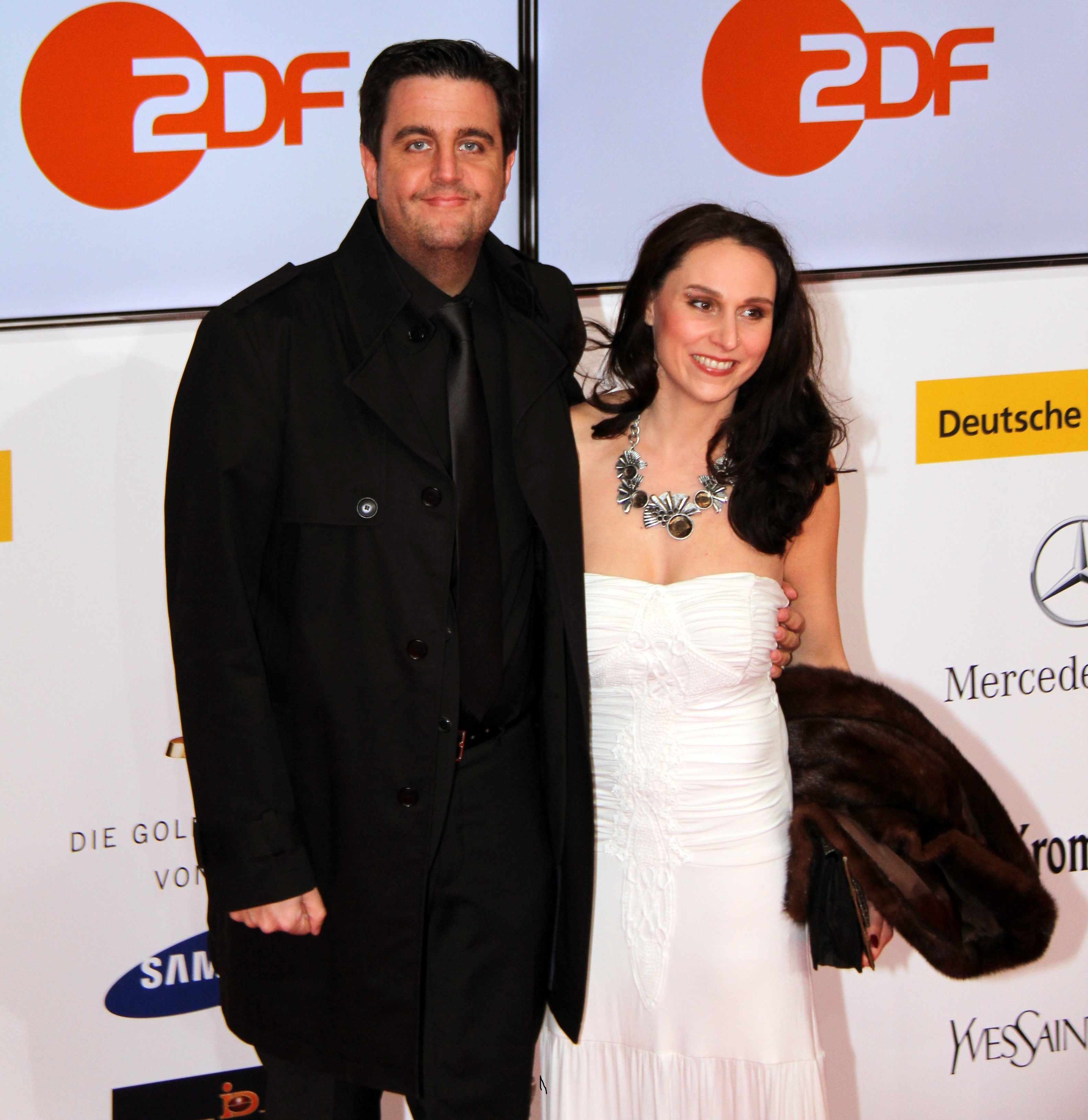
Pastewka mit seiner Ehefrau Heidrun Buchmaier bei der Verleihung der Goldenen Kamera 2012

### Herkunft und Bildung
Bastian Pastewka wurde als Sohn einer Grundschullehrerin und eines Agraringenieurs in Bochum geboren. Er wuchs in Bonn auf, wo er 1991 das Clara-Schumann-Gymnasium mit dem Abitur verließ. Er besuchte zur selben Zeit dasselbe Gymnasium wie Bernhard Hoëcker, der jedoch zwei Jahrgangsstufen über ihm war. Nach dem Zivildienst am Universitätsklinikum Bonn studierte er Pädagogik, Germanistik und Soziologie. Das Studium brach er 1993 ohne Abschluss ab.

### Familie
Bastian Pastewka lebt in Berlin und Köln zusammen mit seiner Ehefrau Heidrun Buchmaier, Geschäftsführerin einer Künstleragentur, mit der er seit 2004 liiert ist. Das Paar hat keine Kinder.

## Werk

### Film und Fernsehen

#### 1990er Jahre
Während des Studiums gründete Pastewka 1992 mit Bernhard Hoëcker, Oliver Bröker und Keirut Wenzel die Comedy Crocodiles, die mit drei Bühnenprogrammen, zuletzt Wer schwängerte die Biene Maja?, überwiegend in Theatern rund um Bonn und Köln auftraten. 1997 löste sich die Gruppe auf. Ab Mitte der 1990er Jahre arbeitete Pastewka für den Hörfunk und vor der Kamera, darunter in den WDR-Jugendsendungen U30 und Lollo Rosso. Hier bot sich ihm die Möglichkeit, unter anderem mit dem heutigen Autor und Regisseur Alexander von Eisenhart-Rothe und der Buchautorin Mona Sharma weitere Medienerfahrung zu sammeln. Als er 1994 das erste Mal im Fernsehen auftrat, spielte er in einem Beitrag des WDR einen Spinat.
Breite Bekanntheit erlangte Pastewka durch die Sat.1-Wochenshow, deren Ensemble er von September 1996 bis Juni 2001 angehörte. Im Rahmen dieser Comedysendung verkörperte Pastewka verschiedene Figuren, darunter den Moderator Brisko Schneider, der sich durch tuntiges Verhalten, schwarze Lack- und Lederbekleidung sowie eine stark gegelte Frisur mit aufgemalten Koteletten auszeichnete. Als Parodie auf Erotikmagazine wie Liebe Sünde und Peep! führte er durch die Reihe Sex TV, in der er wechselnde Gäste interviewte und jede Ausgabe mit der Begrüßung „Hallo, liebe Liebenden“ eröffnete. Aufgrund der Popularität dieser Figur strahlte Sat.1 im Dezember 1999 in mehreren Folgen Briskos Jahrhundert Show aus, in der der Moderator als Protagonist auftrat. Zu den markanten Charakteren Pastewkas zählte ebenfalls die Figur des philosophierenden, aber verwirrt wirkenden Ottmar Zittlau, dessen optische Merkmale ein grüner Jogginganzug aus Ballonseide und eine zerzauste Blondhaarperücke bildeten. Als genervter Reporter, der regelmäßig bei dem von Ingolf Lück verkörperten Visionärrentner Herbert Görgens zu Gast war, sowie in der Rolle des indischen Blumenverkäufers, der mit der Frage „Wolle Rose kaufen?“ als Dauerwitz galt, stellte Pastewka zwei weitere Stammfiguren in der Wochenshow dar.

#### 2000er Jahre
Im Jahr 2003 strahlte RTL die für den Adolf-Grimme-Preis 2003 nominierte Sendung Ohne Worte  aus, der sich im Herbst 2004 eine zweite Staffel mit sechs Folgen anschloss. Inspiriert durch den britischen Komiker Rowan Atkinson spielte Pastewka in diesem Format ausschließlich pantomimische Sketche und wurde dafür 2005 mit dem Bayerischen Fernsehpreis ausgezeichnet.
Nachdem das Reisemagazin Vox Tours ihn im Jahr 2002 auf eine Expedition nach Tunesien geschickt hatte, startete Pastewka 2004 mit einer neuen Reisecomedy bei RTL, im Rahmen derer er Indien, Japan, Russland, Fidschi, Vanuatu und Mexiko bereiste und Informationen über die Länder, Menschen und Kulturen mit komödiantischen Elementen verband. Die Reihe wurde mit einer Nominierung für den Deutschen Fernsehpreis geehrt, für die Ausgabe Pastewka in Russland, in der der Komiker unter anderem in einem Kosmonautenzentrum an einem Parabelflug teilnahm und den Zustand der Schwerelosigkeit erlebte, erhielt er 2005 überdies eine weitere Nominierung für den Adolf-Grimme-Preis.
2004 übernahm Pastewka neben Oliver Kalkofe die Hauptrolle des Inspektor Very Long in der Edgar-Wallace-Hommage und Filmparodie Der Wixxer sowie der sich 2007 anschließenden Fortsetzung Neues vom Wixxer. Darüber hinaus fungierte er gemeinsam mit Kalkofe und Oliver Welke in beiden Filmen als Drehbuchautor.
In Anlehnung an das US-amerikanische Vorbild Lass es, Larry! (Originaltitel: Curb Your Enthusiasm) lief ab September 2005 bei Sat.1 die Sitcom Pastewka, in der sich der Komiker selbst spielt und dreimal in Folge für den Adolf-Grimme-Preis nominiert wurde. Bis 2014 entstanden sieben Staffeln. 2017 erwarb Amazon Prime Video die Rechte an der Serie und setzte sie bis zur finalen zehnten Staffel fort.
Am 19. Dezember 2007 war Bastian Pastewka mit Anke Engelke in der Sat.1-Produktion Fröhliche Weihnachten! – mit Wolfgang & Anneliese zu sehen, einer Parodie auf verschiedene Weihnachtssendungen im deutschen Fernsehen. Im Rahmen dieser Show agierten die beiden Akteure in einer Reihe unterschiedlichster Charaktere und wurden dafür mit dem Adolf-Grimme-Preis, dem Bayerischen Fernsehpreis und dem Deutschen Comedypreis 2008 ausgezeichnet. Am 5. Dezember 2009 waren Bastian Pastewka und Anke Engelke in der ZDF-Sendung Wetten, dass..? bei Moderator Thomas Gottschalk in den Rollen Wolfgang und Anneliese zu Gast. Für diesen Auftritt sowie für die Moderation des Deutschen Fernsehpreises (ebenfalls in der Rolle als Wolfgang) wurde Pastewka erneut für den Grimme-Preis nominiert. Am 18. Dezember 2009 folgte ein weiterer Teil von Fröhliche Weihnachten! – mit Wolfgang & Anneliese.

#### 2010er Jahre

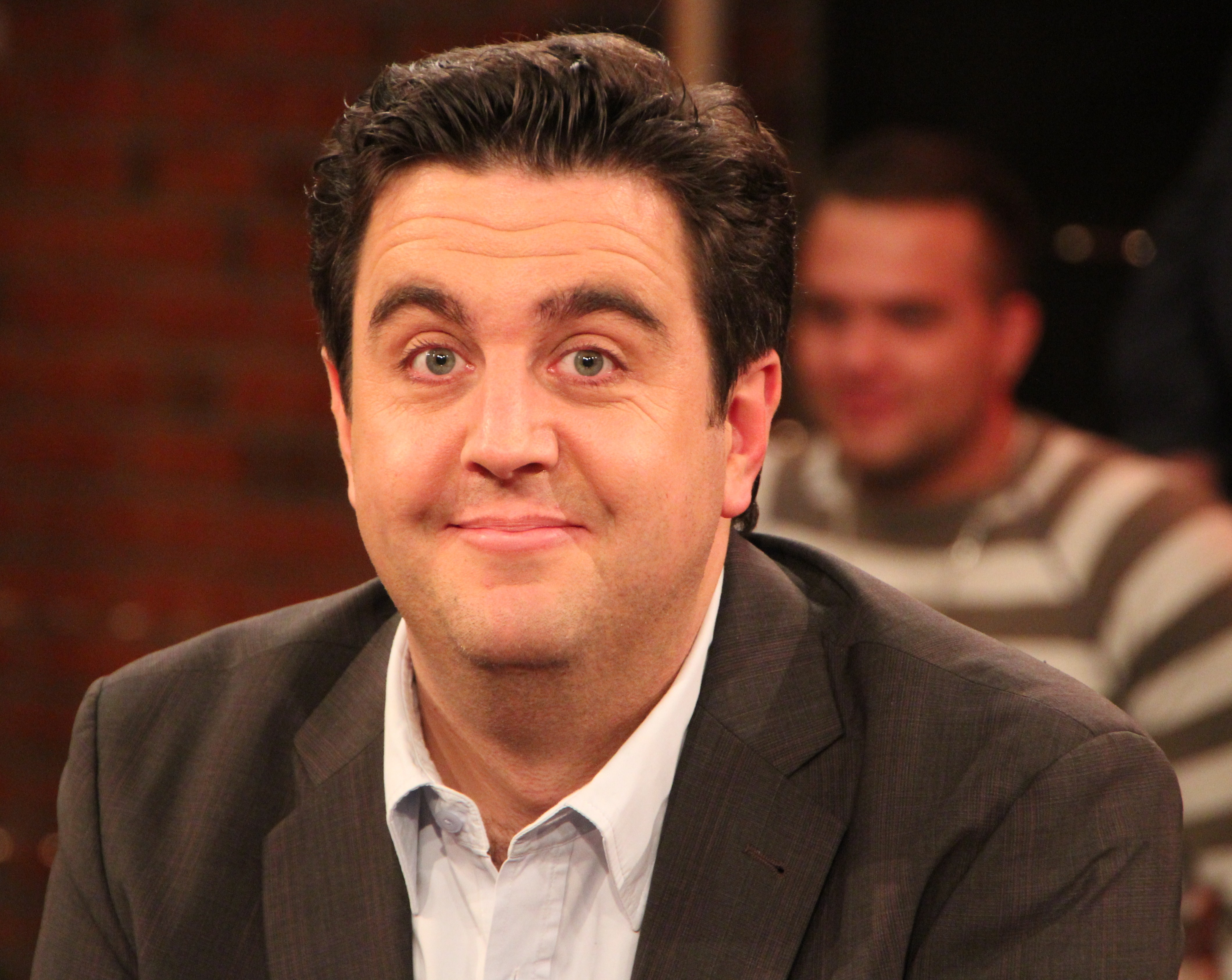
Pastewka bei Markus Lanz (2011)

Pastewka gastierte 2011 mit anderen Kollegen wie Michael Kessler oder Oliver Kalkofe für den Gernsehclub auf verschiedenen Bühnen Deutschlands. Das Konzept war das gemeinsame Fernsehen mit dem Publikum in gemütlicher Atmosphäre, wobei die beteiligten Prominenten selbst ausgewählte Film- oder Serienausschnitte zeigten. Für die Zuschauer gab es teilweise kleine Boni, wie etwa die Vorschau auf eine zu diesem Zeitpunkt noch nicht ausgestrahlte Sendung mit Wolfgang und Anneliese.
Am 13. Mai 2011 wurde das erfolgreiche Format Fröhliche Weihnachten! mit der Sat.1-Produktion Fröhlicher Frühling – mit Wolfgang & Anneliese fortgesetzt, in der Volksmusiksendungen parodiert wurden.
Pastewka war bis 2011 und von 2017 bis 2020 als Rategast in mehr als 70 Folgen der Sat.1-Show Genial daneben zu sehen.
2012 spielte er an der Seite von Judy Winter die Hauptrolle in der schwarzen Komödie Mutter muss weg, die von der Kritik positiv aufgenommen wurde.
Anfang 2016 begann die Ausstrahlung der neu produzierten Mini-Serie Morgen hör ich auf im ZDF.
Pastewka stellt in der Hauptrolle den überforderten Familienvater Jochen Lehmann dar, der aus finanzieller Not zum Geldfälscher wird. In Anlehnung an die US-amerikanische Erfolgsserie Breaking Bad bezeichnete die ZDF-Programmredaktion Pastewkas Lehmann als den „deutschen Walter White“. Die Serie wurde 2017 mit der „Goldenen Kamera“ ausgezeichnet. Zunächst war eine zweite Staffel geplant, doch im April 2018 wurden diese Pläne verworfen und die Serie beendet.
Im Februar 2017 gab Bastian Pastewka über die sozialen Netzwerke bekannt, dass die Sitcom Pastewka beim Video-on-Demand-Anbieter Prime Video fortgesetzt werde. Im Juni 2017 war Drehbeginn der achten Staffel. Anfang 2018 wurde die neue Staffel veröffentlicht. Am 31. Januar 2018 verkündete Pastewka über Facebook, dass es eine neunte Staffel geben wird. Am 12. Februar 2019 wurde bekannt, dass die Serie Pastewka mit der zehnten Staffel beendet wird. Die letzte Staffel ist seit dem 7. Februar 2020 auf Amazon Video verfügbar.

#### 2020er Jahre
Im Jahr 2021 nahm er jeweils an der zweiten Staffel der Sendungen LOL: Last One Laughing und Wer stiehlt mir die Show? teil.
In der vierten Staffel von LOL: Last One Laughing (2023) trat er zusammen mit Anke Engelke mehrfach als Schlagerduo „Jenny & Mel“ auf.

### Theater
Nach dem Ausstieg aus der Wochenshow entwickelte Pastewka mit Komiker Olli Dittrich sowie der Musicalsängerin Susie Frese und Gitarrist Ralf Hartmann ein Bühnenprogramm, das das Quartett in den Jahren 2002, 2003 und 2004 in weite Teile des Bundesgebiets führte. Während ihrer Auftritte präsentierten sie musikalische Parodien sowie komödiantische Duo- und Soloeinlagen, in denen Pastewka auch in die Rolle des Ottmar Zittlau schlüpfte.
Seit 2005 tritt er neben Christoph Maria Herbst, Michael Kessler und Jürgen Tonkel wiederkehrend in der Komödie Männerhort am Berliner Theater am Kurfürstendamm auf. Aufgrund des anhaltenden Erfolgs bestritt das Ensemble 2008 eine bundesweite Tournee, Stationen waren unter anderem das Winterhuder Fährhaus in Hamburg und das Ruhrfestspielhaus in Recklinghausen.

### Hörbuch und Hörspiel (Auswahl)
Neben seiner Tätigkeit als Fernseh- und Theaterschauspieler wird Bastian Pastewka auch als Synchron- und Hörspielsprecher sowie als Hörbuchinterpret beschäftigt. Initiiert von Komiker Jürgen von der Lippe und zunächst im WDR-Hörfunk sowie in der „Langen Nacht“ des WDR-Fernsehens ausgestrahlt, erschien im weiteren Verlauf der Tonträger Ja uff erstmal... – Winnetou unter Comedy-Geiern. In dieser Produktion wurde ein im Jahr 1955 für den Hörfunk adaptiertes und 45 Rollen umfassendes Hörspiel frei nach Abenteuerschriftsteller Karl May mit deutschen Komikern besetzt, neben Bastian Pastewka waren unter anderen Rüdiger Hoffmann, Herbert Knebel, Dirk Bach, Hella von Sinnen und Mike Krüger beteiligt.
Zweimal übernahm er eine Gastrolle in der Hörspielserie Die drei ???: 2001 in der Folge Das Hexenhandy und 2010 in Die drei ??? und der dreiTag. Am 5. September 2019 erschien das von Pastewka eingelesene Hörbuch Die drei ??? und der grüne Geist.
Mit Der lachende Pessimist von Wilhelm Busch und Edgar Wallace – Die Romanfabrik (2007), herausgegeben von der Lit.Cologne, debütierte Pastewka 2007 als Hörbuchsprecher. 2009 war er in Peter Schwindts Fantasy-Hörspiel Morland. Die Rückkehr der Eskatay zu hören sowie in Kindergeschichten mit dem Bamberger Kasperl Spezial, einer Produktion zugunsten der Deutschen Kinderkrebsstiftung. Darüber hinaus las er den Debütroman Neu-Erscheinung des Schriftstellers Michael Gantenberg (2009) und trat mit ihm im Rahmen einer Lesereise in verschiedenen Spielstätten Deutschlands auf. 2011 entstand das Hörbuch Urlaub mit Esel (auch von Michael Gantenberg), welches von Pastewka gesprochen wurde.
Im November 2013 kreierte Bastian Pastewka zusammen mit dem Regisseur und Autor Leonhard Koppelmann Paul Temple und der Fall Gregory nach Francis Durbridge als Live-Hörspielabend. Seine „Komplizen“ bei der Realisierung waren zuerst die Schauspielerinnen Inga Busch, Janina Sachau, der Komiker Alexis Kara und der Kabarettist Kai Magnus Sting, später stieß dann noch die Synchronsprecherin Cathlen Gawlich dazu. Im Januar 2014 produzierten sie aus dem Abend eine Hörspiel-CD. Von November 2014 bis Dezember 2015 gaben Bastian Pastewka und seine Komplizen mit ihrem Live-Hörspiel mehr als 70 Vorstellungen auf ihrer Tournee durch knapp 50 deutsche Städte. Teilweise wurde sie live vom WDR-Funkhausorchester bzw. vom Philharmonischen Orchester Hagen begleitet.
Im Dezember 2013 führte Bastian Pastewka für das WDR-Hörspiel Der Hund der Baskervilles nicht nur erstmals die Hörspiel-Regie, sondern erstellte auch die Funkbearbeitung der Romanvorlage nach Arthur Conan Doyle. Die Erstausstrahlung der 114-minütigen Produktion erfolgte am 5. Januar 2014 beim Sender WDR 5.
2022 las Pastewka das Agatha Christie Hörbuch Hercule Poirots Weihnachten ein (der Hörverlag, ISBN 978-3-8445-4740-5).
2024 las Pastewka Torben Kuhlmanns Hörbuch Earhart für den Hörverlag ein (ISBN 978-3-8445-5242-3).

### Podcast
Im Juli 2020 startete Bastian Pastewka zusammen mit dem öffentlich-rechtlichen Radiosender Bremen Zwei den Audio-Krimi-Podcast Kein Mucks! – der Krimi-Podcast mit Bastian Pastewka. In der Sendung werden alte Krimihörspiele von den 1950er bis in die 1980er Jahre aus dem Archiv von Radio Bremen wiederholt. Aufgrund des großen Hörerinteresses wurde die Sendung im Mai 2021 mit einer zweiten Staffel fortgesetzt. Weitere, ab der vierten von allen ARD-Anstalten unterstützte Ausstrahlungen folgten.

### Synchronisation
Im Bereich der Filmsynchronisation wird Pastewka wie die Mehrzahl seiner prominenten Kollegen vor allem auf Rollen in Animationsfilmen besetzt, darunter in allen drei Teilen der Kinderbuchverfilmung Stuart Little als gleichnamige Hauptfigur (2001, 2003 und 2005), als Giraffe Melman in allen Teilen der DreamWorks-SKG-Produktion Madagascar (2005, 2008 und 2012), als Drohn Barry B Benson in Bee Movie – Das Honigkomplott (2007) sowie als Elefantenkuh Angie in Konferenz der Tiere (2010). In der britischen Sketch-Comedy-Show Die Mannohnekopf Show leiht er James Bachman seine Stimme. In der Weihnachten 2011 ausgestrahlten zweiteiligen ARD-Fernsehproduktion Nils Holgerssons wunderbare Reise sprach Pastewka den Gänserich Martin. Bei der Sondersendung des ZDF Magazin Royales Das Grundgesetz der Tiere (2024) gab er der Zeichentrickfigur Carlo Schmid seine Stimme.

## Trivia
Bastian Pastewka ist Fan des französischen Komikers Louis de Funès und der Hörspielserie Die drei ???. Im Rahmen eines Auftritts in der Sendung Wetten, dass..? vom 13. November 1999 zählte er als Gast auf der Wettcouch die ersten 40 Folgen der Detektivreihe auswendig auf. Über ähnliches Wissen verfügt Pastewka bezüglich zahlreicher Fernsehserien und Filme. Dies stellte er abermals 2021 bei Wer stiehlt mir die Show? unter Beweis, als er 26 Star-Trek-Charaktere sowie 22 Tatort-Ermittler samt Schauspielernamen sowie weiteren Details aufzählen konnte.
Außerdem veröffentlichte er zusammen mit Oliver Kalkofe und Oliver Welke im Jahr 2007 den Roman Der Wixxer zum gleichnamigen Film. Pastewka spielte neben Kalkofe in den Musikvideos der Wixxer-Titelmelodien mit.

## Filmografie (Auswahl)
- 1993: Das Wunder von Mâcon (Statistenrolle)
- 1997: I’m Here
- 2000: Der Zimmerspringbrunnen
- 2002: Et kütt wie et kütt (Kurzfilm)
- 2004: Der WiXXer
- 2006: Reine Formsache
- 2006: Schwere Jungs
- 2007: Neues vom WiXXer
- 2008: Zwei Weihnachtsmänner
- 2009: Lulu & Jimi
- 2009: Männerherzen
- 2009: Die Bremer Stadtmusikanten
- 2010: Jerry Cotton
- 2012: Mutter muss weg
- 2019: Der Sommer nach dem Abitur (Fernsehfilm)
- 2022: Die Geschichte der Menschheit – leicht gekürzt
- 2024: Alles gelogen (Fernsehfilm)

### Fernsehunterhaltung
- 1996–2001: Die Wochenshow (SAT.1)
- 1999–2000: Briskos Jahrhundertshow (SAT.1)
- 1999–2009: Wetten, dass..? (Gastauftritte, 3 Ausgaben) (ZDF)
- 2003: Ladykracher (1 Folge) (Sat.1)
- 2003: Die 70er Show (Gastauftritt, 1 Ausgabe) (RTL)
- 2003–2004: Ohne Worte (RTL)
- 2003–2011, seit 2017: Genial daneben – Die Comedy Arena (Gastauftritte, 77 Ausgaben) (Sat.1)
- 2004: Die Wochenshow – 20 Jahre Sat.1
- 2004: Charlotte Roche trifft … (Gastauftritt) (ProSieben)
- 2005–2020: Pastewka (Sitcom) (Sat.1/Amazon)
- 2007, 2009: Fröhliche Weihnachten! – mit Wolfgang & Anneliese (Sat.1)
- 2009: Moderation Deutscher Fernsehpreis 2009 (als Wolfgang Funzfichler des Volksmusik-Duos Wolfgang & Anneliese) (Sat.1)
- 2010: Wir müssen reden! (Gastauftritt)
- 2011: Fröhlicher Frühling – mit Wolfgang & Anneliese (Sat.1)
- 2011: heute-show, Gastauftritt (ZDF)
- 2012: Danni Lowinski, Gastauftritt (Sat.1)
- 2013: Die große TV-total-Prunksitzung (Gastauftritt mit Wolfgang & Anneliese und als Ottmar Zittlau) (ProSieben)
- 2014: Neo Magazin Royale (Gastauftritt) (ZDFneo)
- 2015–2018: Sketch History (ZDF)
- seit 2015: Der Quiz-Champion (bisher 18 Ausgaben) (ZDF)
- 2016: Morgen hör ich auf[16] (ZDF)
- 2018–2019: Wer weiß denn sowas? (Gastauftritte) (bisher 3 Ausgaben) (Das Erste)
- 2019: Luke! Die Schule und ich (Sat.1)
- 2020: Darf er das? Live! Die Chris Tall Show (Gastauftritt) (RTL)
- 2021: Wer stiehlt mir die Show? (2. Staffel) (ProSieben)
- 2021, 2023: LOL: Last One Laughing (2. Staffel und Weihnachtsstaffel 2023, mit Gastauftritten in Staffel 4) (Amazon)
- 2021: Dalli Dalli (1 Ausgabe) (ZDF)
- 2021: 2021 – Deckel drauf! (ZDF)
- 2022: Showtime, Herr Kessler! (Gastauftritt) (RBB)
- 2022: Kurzstrecke (Gastauftritt) (SWR)
- 2022: Die Carolin Kebekus Show (Gastauftritt) (Das Erste)
- 2022: JOJAs Bullitalk (Gastauftritt) (RTL+)
- seit 2023: Welke & Pastewka – Wiedersehen macht Freude (4 Ausgaben) (ZDF)
- 2024: Perfekt verpasst
- 2024: Kein Mucks! In Concert mit dem WDR Funkhausorchester unter der Leitung von Enrico Delamboye (WDR)
- 2025: Let’s play ARD! Das Spiel mit der Zeit (Das Erste)

### Synchronisation
- 2001: Stuart Little (Stuart Little)
- 2001: Kommando Störtebeker (Paul Bommel)
- 2002: Die Profis – Die nächste Generation
- 2002: Waterboy – Der Typ mit dem Wasserschaden
- 2003: Stuart Little 2 (Stuart Little)
- 2005: Madagascar (Melman)
- 2005: Stuart Little 3 (Stuart Little)
- 2005: Der kleine Eisbär 2 – Die geheimnisvolle Insel (Nalle)
- 2007: Bee Movie – Das Honigkomplott (Barry B Benson)
- 2008: Madagascar 2 (Melman)
- 2008: Jagdfieber 2 (Fifi)
- 2009: Die Mannohnekopf Show (James Bachman)
- 2010: Megamind (Megamind)
- 2010: Konferenz der Tiere (Elefantenkuh Angie)
- 2011: Nils Holgerssons wunderbare Reise (Gänserich Martin)
- 2012: Madagascar 3: Flucht durch Europa (Melman)
- 2014: Baymax – Riesiges Robowabohu (Baymax)
- 2015: Home – Ein smektakulärer Trip (Oh)
- 2015: Gespensterjäger – Auf eisiger Spur (Hugo)
- 2016: Der Vollposten (Checco)
- 2019: Mister Link – Ein fellig verrücktes Abenteuer (Mister Link)
- 2021: Sing – Die Show deines Lebens (Buster Moon)
- 2022: Maurice der Kater (Maurice)
- 2024: Alles steht Kopf 2 (Bloofy)

## Hörspiele (Auswahl)
- 2001: Folge 101 Die drei ??? und das Hexenhandy (als Giorgio Cade)
- 2011: Die drei ??? und der dreiTag (als Sebastian Dawson)
- 2016: Sherlock Holmes und das Geheimnis des weißen Bandes (Regie)
- 2020: hr2-Kultur: Einstein – Die fantastische Reise einer Maus durch Raum und Zeit[31]
- 2022: Sing – Die Show deines Lebens. Das Original-Hörspiel zum Kinofilm (Audible)
- 2023: Mia Insomnia (als Karlo Bode)

## Hörbücher (Auswahl)
- 2016: In der ersten Reihe sieht man Meer (Volker Klüpfel, Michael Kobr)
- 2019: Die drei ???... und der grüne Geist (ausschließlich als Stream und Download)
- 2022: Agatha Christie: Hercule Poirots Weihnachten, der Hörverlag

## Auszeichnungen
- 1999
  - Romy – innovativste Programmidee für Die Wochenshow (als Teammitglied)
  - Deutscher Comedypreis – Beste Comedyshow für Die Wochenshow (als Teammitglied)
  - Goldene Kamera – Beliebtester Comedy-Star als Brisko Schneider (Die Wochenshow)
- 2000
  - Romy – Die Wochenshow (als Teammitglied)
  - Radio Regenbogen Award – Bester Komiker
  - Goldene Kamera – Bester Komiker
- 2001
  - Deutscher Comedypreis – Beste Comedyshow für Die Wochenshow (als Teammitglied)
- 2003
  - Deutscher Comedypreis – Bester Comedian
- 2005
  - Bayerischer Fernsehpreis für Ohne Worte
- 2006
  - Rose d’Or – Sitcom-Darsteller
  - Rose d’Or – Preis der Presse
  - Deutscher Comedypreis – Beste Comedy-Serie für Pastewka
  - Deutscher Fernsehpreis – Beste Sitcom für Pastewka
- 2008
  - Pastewka 1. Staffel: (DE: Gold (Videoalbum))[32]
  - Adolf-Grimme-Preis
    - Unterhaltung für Pastewka (nominiert)
    - Unterhaltung für Fröhliche Weihnachten! – mit Wolfgang & Anneliese (gemeinsam mit Anke Engelke)

  - Bayerischer Fernsehpreis für Fröhliche Weihnachten! – mit Wolfgang & Anneliese (gemeinsam mit Anke Engelke)
  - Deutscher Comedypreis in der Kategorie Bestes Comedyevent für Fröhliche Weihnachten! – mit Wolfgang & Anneliese (gemeinsam mit Anke Engelke)
  - Jupiter für Neues Vom Wixxer gemeinsam mit Oliver Kalkofe
- 2009
  - Deutscher Comedypreis für Zwei Weihnachtsmänner (Beste TV-Komödie, gemeinsam mit Christoph Maria Herbst)
- 2010
  - Zwei Weihnachtsmänner gemeinsam mit Christoph Maria Herbst: (DE: Gold (Videoalbum Comedy))
  - Deutscher Comedypreis in der Kategorie Bestes Comedyevent für Fröhliche Weihnachten! – mit Wolfgang & Anneliese (gemeinsam mit Anke Engelke)
- 2011
  - Pastewka 2. Staffel (DE: Gold (Videoalbum Comedy))
  - Deutscher Comedypreis – Bester Schauspieler
- 2013
  - Prix Pantheon Sonderpreis Reif & Bekloppt
  - Deutscher Comedypreis – Bester Schauspieler
- 2014
  - Die Wühlmäuse – Ehrenpreis des großen Kleinkunstfestival der Wühlmäuse
- 2015
  - Jupiter Award – Beste TV-Serie National für Pastewka[33]
  - Deutscher Comedypreis – Beste Comedyserie für Pastewka
- 2017
  - Goldene Kamera - Bester Mehrteiler/Miniserie „Morgen hör ich auf“
  - Pastewka 6. Staffel (DE: Gold (Videoalbum Comedy))
  - Pastewka 7. Staffel (DE: Gold (Videoalbum Comedy))
- 2019
  - Deutscher Comedypreis – Sonderpreis für Pastewka[34]